# Hans Eriksson (militär)
Hans Olof Eriksson, född 24 april 1956 i Mörkö församling i Stockholms län, är en svensk militär.

## Biografi
Eriksson genomgick grundläggande arméingenjörsutbildning 1977–1978, utnämndes till löjtnant 1978, studerade till civilingenjör vid Tekniska högskolan i Stockholm 1979–1983, befordrades till kapten 1981 och var handläggare inom driftsäkerhetsteknik vid Försvarets materielverk 1984–1987. Han gick Allmänna kursen vid Militärhögskolan 1985–1986, befordrades till major 1986, gick Högre stabskursen vid Militärhögskolan 1987–1988, var chef för Driftdatasektionen i Driftbyrån i Underhållsavdelningen i Huvudavdelningen för armémateriel vid Försvarets materielverk 1988–1990, var stabsofficer vid Po4 i Försvarsstaben 1990–1992, var ställföreträdande kurschef vid Militärhögskolan 1992–1993 och var stabschef vid Arméns tekniska centrum 1993–1995, befordrad till överstelöjtnant 1994. Därefter var han lärare i teknik vid Militärhögskolan (från och med 1997 Försvarshögskolan) 1995–1997, studerade vid Royal College of Science i Storbritannien 1997–1998, var stabsofficer vid Underhållsavdelningen i Krigsförbandsledningen i Högkvarteret 1998–1999 och utnämndes till överstelöjtnant med särskild tjänsteställning 1999.
Eriksson var chef för Centralsektionen i Underhållsavdelningen i Krigsförbandsledningen 2000–2001, teknisk chef för Drift- och underhållssystem i Materielheten i Systemledningen vid Försvarets materielverk 2001–2004, chef för svenska insatsen i Afghanistan under 2002,[källa behövs] samt biträdande försvarsattaché vid ambassaden i London 2004–2007 tillika vid ambassaden i Dublin 2004–2006. Han var chef för Protokollsektionen i Ledningsavdelningen i Ledningsstaben i Högkvarteret (senare Protokollsektionen i Internationella avdelningen i Ledningsavdelningen i Högkvarteret) från 2007.